# Hrabstwo Newton (Teksas)

Piramida wieku hrabstwa

Hrabstwo Newton – hrabstwo położone w USA, w południowo–wschodnim Teksasie, przy granicy ze stanem Luizjana. Utworzone w 1846 r. Według szacunków z 2024 roku liczy 11 908 mieszkańców. Siedzibą hrabstwa jest jedyne miasteczko Newton. Jest to jedno z najrzadziej zaludnionych hrabstw we Wschodnim Teksasie, ze średnią gęstością zaludnienia wynoszącą 4,92 os./km².

## Geografia
Hrabstwo Newton zajmuje obszar 2438,2 km², z czego 99,3% stanowi ląd. Leży w regionie Piney Woods, co oznacza, że jest w dużej mierze pokryte gęstymi lasami (około 80% powierzchni lądowej). Dominują tu sosny i dęby, a wilgotniejszych obszarach występują magnolie i cyprysy.
Rzeka Sabine stanowi całą wschodnią granicę hrabstwa, oddzielając Teksas od Luizjany. W północno-wschodniej części hrabstwo obejmuje również fragment Jeziora Toledo Bend. Hrabstwo Newton wyróżnia się najwyższą średnią roczną sumą opadów deszczu w całym Teksasie, często przekraczającą 1370 mm rocznie.

### Sąsiednie hrabstwa
- Hrabstwo Sabine (północ)
- Parafia Sabine, Luizjana (północny wschód)
- Parafia Vernon, Luizjana (północny wschód)
- Parafia Beauregard, Luizjana (wschód)
- Parafia Calcasieu, Luizjana (południowy wschód)
- Hrabstwo Orange (południe)
- Hrabstwo Jasper (zachód)

### Miejscowości
Na terenie hrabstwa Newton znajdują się dwa obszary spisowe (CDP – census-designated place):
- Deweyville
- South Toledo Bend

## Demografia
Hrabstwo Newton odnotowuje ciągły spadek populacji od 2000 roku. W 2000 roku liczyło 15 072 mieszkańców, a do 2020 roku liczba ta spadła do 12 217, co stanowi spadek o około 19%. Według danych pięcioletnich z 2023 roku, 75,2% mieszkańców hrabstwa stanowią osoby białe niebędące Latynosami. Mieszkańcy deklarują głównie pochodzenie  „amerykańskie” (47,4%), afroamerykańskie (17,9%), angielskie (7%), irlandzkie (4,2%) i niemieckie (3,4%).

## Gospodarka
Leśnictwo i przemysł drzewny; akwakultura; wydobycie ropy naftowej i gazu ziemnego; przemysł mleczny.
Najczęstsze sektory zatrudnienia dla osób mieszkających w hrabstwie Newton, to (dane z 2022): produkcja (632 osoby), opieka zdrowotna i pomoc społeczna (631 osób) oraz budownictwo (584 osoby).